# وجه الأسد

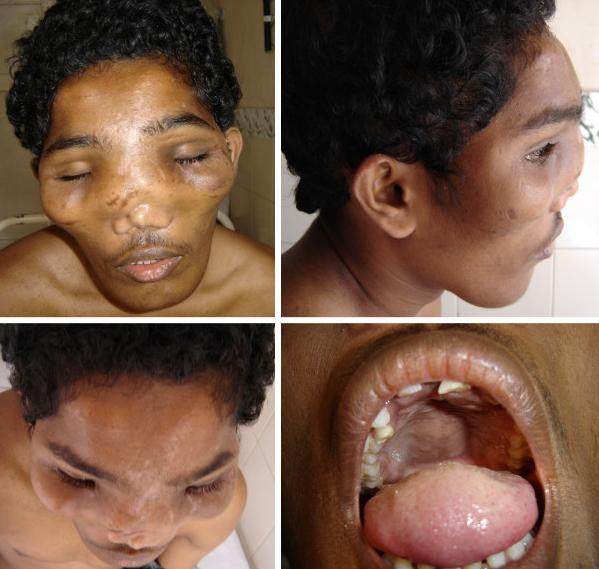
رجل عمره 25 سنة يعاني من مرض وجه الأسد كأحد مضاعفات خلل التنسج الليفي متعدد العظام

وجه الأسد أو الجهام العظمي أو متلازمة وجه الأسد هي حالة مرضية نادرة تتميز بفرط نمو عظام الوجه والرأس، وهي ليست مرضًا في حد ذاتها بل عرضًا لمرض كمرض بادجيت وخلل التنسج الليفي وفرط جارات الدرقية وسوء التغذية العظمي الكلوي.

## التسمية
أول من استخدم هذا المصطلح هو الطبيب الإغريقي رافوس الذي عاش في مدينة إفسوس لوصف التغيرات الحادثة للعظام نتيجة مرض ما؛ مما يجعل ملامح وجه صاحبه مشابهة للأسد.

## الملامح
يظهر هذا العرض نتيجة نمو زائد في عظام الوجه خاصة الفكين العلوي والسفلي؛ مما يؤدي إلى صغر حجم فتحتي الأنف، وتغير شكل الفم، وقد يتسبب في ضغط على العينين والعصب البصري؛ مما يؤثر على الرؤية.

## الأسباب
- خلل التنسج الليفي القحفي.
- مرض باجيت.
- العملقة.
- أورام الجيوب الأنفية.
- الزهري.
- يوريمية ناتجة عن فرط إفراز الغدد الدرقية الثانوي.

## أبو الهول
قام الجراح هوتان أشرافيان من كلية لندن الإمبراطورية بتحليل تمثال أبي الهول ليستنتج أنه يمثل شخصًا يعاني من بروز الفك، وبما أن جسم أبي الهول هو جسم أسد؛ فإنه قد يمثل شخصًا يعاني من ملامح وجه الأسد.